# Юг (фильм, 1983)
«Юг» (исп. El sur) — фильм режиссёра Виктора Эрисе, снятый в 1983 году.

## Сюжет
История о жизни семьи в маленьком испанском городе на севере. Рассказ ведется от лица юной Эстреллы и представляет собой чреду детских воспоминаний и фантазий об отце и далеком Юге, который он однажды покинул.
В основе фильма лежит рассказ Аделаиды Гарсии Моралес.

## Награды
- Номинация на Золотую Пальмовую Ветвь Каннского кинофестиваля 1983 года

## Комментарии
Съемки фильма не были закончены по финансовым причинам. По требованию продюсера фильма Эрисе был вынужден смонтировать фильм из тех материалов, которые уже были готовы. В результате за рамками повествования осталась финальная часть сценария, где действие происходит на юге. Фильм имел успех. Однако Эрисе долгое время не оставлял надежды закончить его.